# 维克托·克里斯蒂安森
维克托·伯恩斯·弗莱斯纳·克里斯蒂安森（丹麥語：Victor Bernth Flesner Kristiansen，2002年12月16日—），丹麦职业足球运动员，司职左后卫，效力于英格兰足球超级联赛俱乐部莱斯特城和丹麥國家足球隊。

## 俱乐部生涯
克里斯蒂安森出身于哥本哈根青年队，2020年11月4日在2比1击败阿瓦塔的比赛中首次代表哥本哈根成年队出场。2020年11月29日，首次参加联赛，帮助球队3比1击败桑德捷斯基。
2020年12月20日，还有四天满18岁的克里斯蒂安森与哥本哈根续约，合同期至2023年12月结束。
2023年1月20日，克里斯蒂安森以破纪录的1700万欧元薪酬签约莱斯特城，成为有史以来身价最高的丹超球员。他在对阵沃尔索尔的英格蘭足總盃比赛中替补上场，首次代表莱斯特城出战。同年8月30日，他被莱斯特城租借到意甲俱乐部博洛尼亚一个赛季。9月2日，他首次代表博洛尼亚上场，在2比1战胜卡利亚里的比赛中首发。在第59分钟助攻约书亚·齐尔克泽破门，1比1战平对手。之后，他在禁区传中时命中对方防守球员的手臂，为球队争取到点球机会，惟主罚球员里卡多·奧索利尼错失机会。到了第89分钟，克里斯蒂安森射中球门，对方门将鲍里斯·拉杜诺维奇出现失误，让乔瓦尼·法比安趁机补射破门。

## 国家队生涯
克里斯蒂安森曾代表丹麦U21等球队出场。后来他获丹麦国家队征召，在对阵斯洛文尼亞的2024年歐洲足球錦標賽资格赛下半场替补登场。

## 生涯统计

### 俱乐部
最後更新：2024年5月20日
| 俱乐部           | 赛季     | 联赛     | 联赛 | 联赛 | 国家杯 | 国家杯 | 欧战 | 欧战 | 总计 | 总计 |
| 俱乐部           | 赛季     | 组别     | 出场 | 进球 | 出场   | 进球   | 出场 | 进球 | 出场 | 进球 |
| ---------------- | -------- | -------- | ---- | ---- | ------ | ------ | ---- | ---- | ---- | ---- |
| 哥本哈根         | 2020–21  | 丹超     | 15   | 0    | 1      | 0      | 0    | 0    | 16   | 0    |
| 哥本哈根         | 2021–22  | 丹超     | 21   | 0    | 1      | 0      | 11   | 0    | 33   | 0    |
| 哥本哈根         | 2022–23  | 丹超     | 14   | 1    | 1      | 0      | 8    | 0    | 24   | 1    |
| 哥本哈根         | 总计     | 总计     | 51   | 1    | 3      | 0      | 19   | 0    | 73   | 1    |
| 莱斯特城         | 2022–23  | 英超     | 12   | 0    | 2      | 0      | —    | —    | 14   | 0    |
| 博洛尼亚（租借） | 2023–24  | 意甲     | 32   | 0    | 2      | 0      | —    | —    | 34   | 0    |
| 生涯总计         | 生涯总计 | 生涯总计 | 95   | 1    | 7      | 0      | 19   | 0    | 121  | 1    |

注释
1. ↑  丹麥盃、英格蘭足總盃、意大利盃
2. ↑  欧足联欧洲协会联赛
3. ↑  欧洲冠军联赛

### 国家队
最後更新：2024年6月29日
| 国家队 | 年份 | 出场 | 进球 |
| ------ | ---- | ---- | ---- |
| 丹麥   | 2023 | 4    | 0    |
| 丹麥   | 2024 | 8    | 0    |
| 总计   | 总计 | 12   | 0    |

## 荣誉记录
哥本哈根
- 丹麥足球超級聯賽冠军：2021–22（英语：2021–22 Danish Superliga）[13]、2022–23（英语：2022–23 Danish Superliga）[14]